# Carl Franz Nikolaus Bucholtz

Carl Franz Nikolaus Bucholtz

Carl Franz Nikolaus Bucholtz (* 9. November 1809 in Cloppenburg; † 27. Mai 1887 in Eutin) war ein deutscher Verwaltungsjurist und Politiker im Großherzogtum Oldenburg. Von 1871 bis 1885 amtierte er als Regierungspräsident des zu Oldenburg gehörenden Fürstentums Lübeck.

## Leben
Bucholtz entstammte einer alten, seit dem 16. Jahrhundert nachweisbaren Beamtenfamilie des Oldenburger Münsterlandes. Er war der Sohn von Franz Joseph Buchholtz und dessen erster Ehefrau Marie Elisabeth geb. Lückmann. Sein Vater war als Advokat und seit 1832 als Landgerichtsassessor in Cloppenburg tätig. Bucholtz wuchs dort auf und besuchte das Gymnasium Vechta. Anschließend studierte er von 1830 bis 1834 Rechtswissenschaften an der Universität Heidelberg. Im folgenden Jahr trat er in den oldenburgischen Staatsdienst und war zunächst als Amtsauditor in Burhave und Rodenkirchen tätig. 1840 wurde er Sekretär bei der Regierung in Oldenburg und fand rasch Anschluss an die führenden Kreise der Residenzstadt. 1841 trat er dem Literarisch-geselligen Verein bei, in dem sich die aufgeschlossenen und reformbereiten Mitglieder der Bürokratie und des akademischen Bürgertums sammelten. Gemeinsam mit Maximilian Heinrich Rüder, Dietrich Christian von Buttel und Adolf Stahr gab er 1843 die Neuen Blätter für Stadt und Land heraus, die erste liberale Zeitung, die die Bevölkerung zur Mitarbeit am politischen Leben erziehen wollte und für die Einführung einer Verfassung eintrat. Bereits nach einem Jahr zog sich Bucholtz, ebenso wie Buttel und Stahr, bereits wieder aus dem Herausgeberkollegium zurück, vermutlich weil er als Beamter keine führende Rolle in der sich allmählich formierenden demokratischen Oppositionsbewegung einnehmen konnte und wollte.
Bucholtz, der 1845 zum Regierungsassessor ernannt wurde, gehörte im Vormärz zu der kleinen Gruppe der oldenburgischen Beamtenschaft, die versuchten, den absolutistisch regierten Kleinstaat zu modernisieren und im Sinne eines vorsichtigen Liberalismus für eine Beteiligung der Bürger am politischen Leben eintrat. Nach dem Ausbruch der Deutschen Revolution wurde Bucholtz in die von Großherzog August I. am 17. Mai 1848 eingesetzte Kommission berufen, die einen an die kurhessische Verfassung angelehnten Entwurf eines Staatsgrundgesetzes ausarbeitete, der die Basis für die Beratungen des Parlaments bilden sollte. Zusammen mit dem Obergerichtsanwalt Laurenz Wilhelm Fischer veröffentlichte Bucholtz einen Kommentar zu diesem Entwurf, in dem sie die Forderungen des vormärzlichen Liberalismus nach Schaffung eines monarchisch-konstitutionellen Staates zusammenfassten und begründeten. Mit der Ernennung zum Ministerialassessor im Staats- und Kabinettsministerium und zum Referenten im Departement des Innern gelangte Bucholtz im Juli 1848 in eine Schlüsselstellung, die ihm einen starken persönlichen Einfluss auf das Zustandekommen und die endgültige Gestaltung der oldenburgischen Verfassung sicherte. Wie auch verschiedene seiner politischen Wegbegleiter wandelte er sich in dieser Zeit von einem gemäßigten Liberalen zu einem gemäßigten Konservativen. Diese Entwicklung wurde auch durch den mittlerweile gesamtdeutschen Ansatz verstärkt.  Mit der Durchsetzung der Verfassung hatten die vormals liberalen Reformer ihre Ziele erreicht. Nun ging es darum, angesichts der in Ansätzen sichtbar werdenden demokratischen und radikalen Bewegung, das Errungene zu erhalten und weitergehende demokratische Änderungen abzublocken. Bucholtz bemühte sich daher nun, die Rechte des Monarchen gegenüber dem Oldenburgischen Landtag zu sichern, dem er 1850/51 selbst als Abgeordneter angehörte. Er war der führende Kopf bei der Revision der Verfassung zum Revidierten Staatsgrundgesetz für das Großherzogtum Oldenburg vom 22. November 1852, die die Rolle des Landtags schwächte. Im gleichen Jahr half er außerdem als Regierungskommissar beim 5. Landtag, die neue Verfassung gegen das übrige Parlament und die Regierung durchzusetzen. Das neue Wahlgesetz, das das Dreiklassenwahlrecht einführte, war weitgehend sein Werk. Aufgrund seiner Amtsstellung als Referent im Departement des Innern war er in den folgenden Jahren maßgeblich an sämtlichen Gesetzentwürfen beteiligt, die er häufig selbst im Landtag vertrat und durchfocht. Daneben beschäftigte er sich intensiv mit der Reform der inneren Verwaltung und der Schaffung eines modernen Kabinettssystems mit verantwortlichen Ressortministern, das 1868 auch eingeführt wurde.
Bucholtz machte in diesen Jahren rasch Karriere. 1851 wurde er zum Ministerialrat ernannt, 1860 zum Geheimen Ministerialrat befördert und 1867 mit dem Titel Staatsrat ausgezeichnet. 1869 wurde er Vortragender Rat im Department des Innern und übernahm von 1867 bis 1871 zusätzlich zu seinen bisherigen Aufgaben das Amt des Bundesratsbevollmächtigten in Berlin. Am 24. August 1871 wurde er als Nachfolger von Johann Ernst Greverus zum Regierungspräsidenten des Fürstentums Lübeck, einer Exklave des Großherzogtums Oldenburg in Holstein, ernannt, wo er bis zu seiner Pensionierung am 1. Juli 1885 amtierte. In den letzten Jahren entglitt ihm allerdings infolge von Krankheiten die Geschäftsführung immer mehr.

## Familie
Bucholtz war seit dem 3. September 1843 verheiratet mit Friederike Catharina Elisabeth geb. Stalling (1822–1891), der Tochter des Verlegers Johann Heinrich Stalling (1789–1882) und Marianne geb. Wiemken (1799–1875). Aus der Ehe entstammte der Sohn Franz Heinrich Alexander (1846–1905), der ebenfalls später oldenburgischer Bundesratsbevollmächtigter in Berlin wurde.

## Auszeichnungen
- Oldenburgischer Haus- und Verdienstorden des Herzogs Peter Friedrich Ludwig
  - 1853 Kleinkreuz
  - 1869 Komtur
  - 1873 Großkomtur
  - 1875 Kapitular-Komtur
  - 1881 Kapitular-Großkomtur
- Dannebrogorden
  - 1858 Ritter
- Österreichisch-kaiserlicher Leopold-Orden
  - 1864 II. Klasse
- Roter Adlerorden
  - 1867 II. Klasse

## Werke
- Die sogenannten Mäßigkeitsvereine in ihrer Bedeutung auf Volksvermögen und Moral, insbesondere der Butjadinger Verein nach seiner Entstehung, Anfechtung und Begründung. Oldenburg. 1838.
- Geschäftskalender für die Beamten des Großherzogtums Oldenburg und der Erbherrschaft Jever. Oldenburg. 1843.
- Erläuterungen zum Entwurf eines Staatsgrundgesetzes für das Großherzogtum Oldenburg. Zusammen mit Laurenz Wilhelm Fischer. Oldenburg. 1848.
- Erinnerungen aus dem Eutiner Hofleben. Veröffentlicht in den Oldenburgischen Jahrbüchern. Jahrgang 11. 1907. Seiten 103–128.